# Tritomaria scitula
Tritomaria scitula là một loài rêu tản trong họ Jungermanniaceae. Loài này được (Taylor) Jörg. miêu tả khoa học lần đầu tiên năm 1921.